# Massimiliano Giuseppe di Fürstenberg-Heiligenberg
Massimiliano Giuseppe di Fürstenberg-Heiligenberg (19 giugno 1651 – Philippsburg, 24 agosto 1676) è stato principe di Fürstenberg-Heiligenberg nel 1676.

## Biografia

### Infanzia
Massimiliano Giuseppe era l'unico figlio maschio del conte Ferdinando Federico Egon di Fürstenberg-Heiligenberg e di sua moglie, Francesca Elisabetta di Montrichier.

### Principe di Fürstenberg-Heiligenberg
Alla morte del padre, nel 1676, venne associato al governo con il cugino di primo grado Antonio Egon (già regnante con Ferdinando Federico dal 1674, anno della morte di Ermanno Egon, suo padre).

### Morte
La sua breve reggenza, ad ogni modo, si concentrò nell'anno 1676, in quanto venne colpito da una malattia che lo uccise non molto tempo dopo la sua ascesa.
Alla sua morte, dal momento che tutti i suoi figli gli erano premorti, il governo passò integralmente nelle mani di Antonio Egon che rimase in carica come unico Principe di Fürstenberg-Heiligenberg sino al 1716.

## Matrimonio e figli
Massimiliano Giuseppe sposò a Praga, nel 1673, la Contessa Anna Kokorsowec de Kokorczowa, dalla quale ebbe i seguenti figli:
- Venceslao (1674-1675)
- Massimiliano Giuseppe (nato e morto nel 1675)

## Ascendenza
|                                                                |                         |                                                  | Genitori                                           |  |  | Nonni |  |  | Bisnonni                                      |  |  | Trisnonni                                  |  |
|                                                                |                         |                                                  |                                                    |  |  |       |  |  | Friederich, conte di Fürstenberg-Heiligenberg |  |  | Joachim, conte di Fürstenberg-Heiligenberg |  |
|                                                                |                         |                                                  |                                                    |  |  |       |  |  | Friederich, conte di Fürstenberg-Heiligenberg |  |  | Joachim, conte di Fürstenberg-Heiligenberg |  |
|                                                                |                         | Anna von Zimmern                                 |                                                    |  |  |       |  |  | Friederich, conte di Fürstenberg-Heiligenberg |  |  |                                            |  |
| Egon VIII, conte di Fürstenberg-Heiligenberg                   |                         |                                                  |                                                    |  |  |       |  |  | Friederich, conte di Fürstenberg-Heiligenberg |  |  |                                            |  |
|                                                                |                         | Elisabeth von Sulz                               | Alwig II, conte di Sulz                            |  |  |       |  |  |                                               |  |  |                                            |  |
|                                                                |                         | Elisabeth von Sulz                               | Alwig II, conte di Sulz                            |  |  |       |  |  |                                               |  |  |                                            |  |
|                                                                |                         | Elisabeth von Sulz                               | Barbara von Helfenstein-Wiesensteig                |  |  |       |  |  |                                               |  |  |                                            |  |
| Ferdinand Friedrich Egon, principe di Fürstenberg-Heiligenberg |                         | Elisabeth von Sulz                               |                                                    |  |  |       |  |  |                                               |  |  |                                            |  |
|                                                                |                         | Johann Georg, principe di Hohenzollern-Hechingen | Eitel Friedrich I, conte di Hohenzollern-Hechingen |  |  |       |  |  |                                               |  |  |                                            |  |
|                                                                |                         | Johann Georg, principe di Hohenzollern-Hechingen | Eitel Friedrich I, conte di Hohenzollern-Hechingen |  |  |       |  |  |                                               |  |  |                                            |  |
|                                                                |                         | Johann Georg, principe di Hohenzollern-Hechingen | Sibylle von Zimmern                                |  |  |       |  |  |                                               |  |  |                                            |  |
| Anna Maria von Hohenzollern-Hechingen                          |                         | Johann Georg, principe di Hohenzollern-Hechingen |                                                    |  |  |       |  |  |                                               |  |  |                                            |  |
|                                                                |                         | Franziska von Salm-Neufville                     | Friedrich I, conte di Salm-Neufville               |  |  |       |  |  |                                               |  |  |                                            |  |
|                                                                |                         | Franziska von Salm-Neufville                     | Friedrich I, conte di Salm-Neufville               |  |  |       |  |  |                                               |  |  |                                            |  |
|                                                                |                         | Franziska von Salm-Neufville                     | Franziska von Salm                                 |  |  |       |  |  |                                               |  |  |                                            |  |
| Maximilian Joseph, principe di Fürstenberg-Heiligenberg        |                         | Franziska von Salm-Neufville                     |                                                    |  |  |       |  |  |                                               |  |  |                                            |  |
|                                                                | Heinrich de Montrichier | Jacob de Montrichier                             |                                                    |  |  |       |  |  |                                               |  |  |                                            |  |
|                                                                | Heinrich de Montrichier | Jacob de Montrichier                             |                                                    |  |  |       |  |  |                                               |  |  |                                            |  |
|                                                                | Heinrich de Montrichier | …                                                |                                                    |  |  |       |  |  |                                               |  |  |                                            |  |
| Johann de Montrichier                                          | Heinrich de Montrichier |                                                  |                                                    |  |  |       |  |  |                                               |  |  |                                            |  |
|                                                                |                         | …                                                | …                                                  |  |  |       |  |  |                                               |  |  |                                            |  |
|                                                                |                         | …                                                | …                                                  |  |  |       |  |  |                                               |  |  |                                            |  |
|                                                                |                         | …                                                | …                                                  |  |  |       |  |  |                                               |  |  |                                            |  |
| Franziska Elisabeth de Montrichier                             |                         | …                                                |                                                    |  |  |       |  |  |                                               |  |  |                                            |  |
|                                                                |                         | …                                                | …                                                  |  |  |       |  |  |                                               |  |  |                                            |  |
|                                                                |                         | …                                                | …                                                  |  |  |       |  |  |                                               |  |  |                                            |  |
|                                                                |                         | …                                                | …                                                  |  |  |       |  |  |                                               |  |  |                                            |  |
| …                                                              |                         | …                                                |                                                    |  |  |       |  |  |                                               |  |  |                                            |  |
|                                                                |                         | …                                                | …                                                  |  |  |       |  |  |                                               |  |  |                                            |  |
|                                                                |                         | …                                                | …                                                  |  |  |       |  |  |                                               |  |  |                                            |  |
|                                                                |                         | …                                                | …                                                  |  |  |       |  |  |                                               |  |  |                                            |  |
|                                                                |                         | …                                                |                                                    |  |  |       |  |  |                                               |  |  |                                            |  |